# Messatoporus paraguayensis
Messatoporus paraguayensis är en stekelart som först beskrevs av Szepligeti 1916.  Messatoporus paraguayensis ingår i släktet Messatoporus och familjen brokparasitsteklar. Inga underarter finns listade i Catalogue of Life.